# Pierre Grelot
Pierre Grelot (Paris, 6 de Fevereiro de 1917 - Orleães, 22 de Junho de 2009) foi um padre católico, estudioso bíblico e teólogo francês. Com um conhecimento perfeito da língua aramaica, foi um reputado especialista nas cartas de São Paulo.

## Biografia
Grelot estudou na Escola de St. Louis, em Montargis. Decidiu seguir a vida religiosa e foi ordenado padre católico em 1941. Foi professor no Seminário de Orleães e, depois, no Instituto Católico de Paris, de 1961 a 1983. Passou a ser professor honorário do Instituto em 1985.
Apresentou a sua tese, Exegese Littérale, Exegese Spirituelle, em 1949. Grelot desempenhou um importante papel na renovação dos estudos bíblicos em França, com as suas obras Introduction aux Livres Saints e Pages Bibliques, publicados em 1954, que conheceram várias reedições e foram traduzidos em várias línguas.
Grelot foi conselheiro da Conferência de Bispos de França e membro da Pontifícia Comissão Bíblica, de 1972 a 1983.
Foram publicados em Portugal as suas obras: As Festas Pascais (1959), de co-autoria com J. Pierron, As Origens do Homem: os Onze Primeiros Capítulos do Génesis (1980), e Os Evangelhos: Origem, Data, Historicidade (1985).

## Obras
- Dialogues avec un musulman (2004)
- Une lecture de l'épître aux Hébreux (2003)
- Le langage symbolique dans la Bible (2001)
- L'Épître de saint Paul aux Romains. Une lecture pour aujourd'hui (2001)
- Corps et sang du Christ en gloire (1999)
- Jésus de Nazareth, Christ et Seigneur (1997, 1998) vol. I 1997, vol. II 1998.
- La Science face à la foi, Lettre ouverte à Monsieur Claude Allègre, ministre de l'Éducation nationale (1998)
- Le mystère du Christ dans les psaumes (1998)
- La Tradition apostolique; Règle de foi et de vie pour l'Église (1995)
- Réponse à Eugen Drewermann (1994)
- Combats pour la Bible en Église; Une brassée de souvenirs (1994)
- Le Livre de Daniel (CEv 79) (1992)
- Un Jésus de comédie, augmenté de Un Paul de farce; Lecture critique de trois livres récents (1991)
- L'origine des Évangiles. Controverse avec J. Carmignac (1986)
- Qu'est-ce la tradition?, Vie chrétienne (1985)
- Évangiles et tradition apostolique. Réflexions sur un certain «Christ hébreu» (1984)
- La Bible, guide de lecture (1981)
- Les Poèmes du Serviteur - De la lecture critique à l'herméneutique (1981)
- Péché originel et rédemption à partir de l'Épître aux Romains. Essai théologique (1973)
- Le Couple humain dans l'Écriture (1969)
- Pages bibliques (1954)
- Introduction aux livres saints (1954)